# 胡锡进
胡锡进（1960年4月7日—），另有笔名单仁平，生于北京，中华人民共和国媒体人、网红，中國共產黨黨員，毕业于中国人民解放军国际关系学院，北京外国语大学获俄罗斯文学硕士。曾任《人民日报》战地记者、《环球时报》总编辑及人民网股份有限公司董事，现为《环球时报》特约评论员。

## 生平

### 早年经历
胡锡进1960年生于北京，祖籍河南省汝州市胡庄。1982年，本科毕业于位於南京市板桥的解放军国际关系学院。1982年7月至1986年9月任中国人民解放军87153部队教员。1986年入党。1989年在北京外国语大学俄语学院获俄罗斯文学硕士学位。
1989年，身为军人及学生的胡锡进來到天安門参加了天安門抗議，但于清场前便已离开现场。在採訪中，胡锡进聲稱自己當時被民主派知識分子誤導了，對中國的未來的想法“衝動而幼稚”。

### 《人民日报》
1989年11月，胡锡进入职《人民日报》国际部，担任助理编辑，奉命前往苏联，亲历了苏联解体这一历史性时刻。1993年至1996年间，任《人民日报》驻南斯拉夫记者，参与了对波斯尼亚战争的报道，并曾写作《波黑战地采访手记》。

### 《环球时报》
1996年至2005年，胡锡进任《环球时报》副总编辑。2003年，胡錫進被派往海灣地區報道伊拉克戰爭。2005年10月，胡錫進提正，成为该报总编。2009年4月，兼任《环球时报》英文版总编辑。
作为《环球时报》的总编，胡锡进认为中国媒体应主动回应西方媒体的误读，主张中国媒体应主动掌握报道主动权。他自称《环球时报》“代表了普通中国老百姓真正的心声”。胡锡进曾评价日本“全部的高速公路也不及中国一年建得长”，认为美国的《纽约时报》“谎话连篇”，在应对《环球时报》的文章存在歪曲内容的质疑时，表示他“确保真实，并推进了言论自由”。
2021年12月16日，胡锡进在微博发文宣布卸任《环球时报》总编辑并退休，接班人为人民日报社国际部副主任吴绮敏。因胡锡进是战狼外交式言辞的早期倡导者，将这一事件解释为“北京领导人正在重新调整中国的外部信息传递方式，向“战狼”们发出要逐渐软化言辞的信号”。

### 退休生涯
2022年5月5日，正居住在北京朝陽區的胡錫進發文对中國不断的封城表達不滿，表示只有成本可控的清零才更有意义，过度清零后果严重。不過數小時后习近平在中共政治局常委会上表示要继续清零不动摇。胡锡进發表的文章不久被刪除。最终胡锡进的发言得到了应验，在长期的严格封控后，中国经济增速放缓，民间对政府的不满之声也越来越大，在白紙運動后，中国政府于2022年12月7日公布新十条，终结动态清零政策。
2024年7月23日，胡锡进在社交媒体上发表了题为《决定取消公有制为主体》的文章，他在文中提到，与十八届三中全会通过的决定相比，新的决定中没有“公有制为主体”的表述，上述变化代表非公有制经济与公有制经济实现真正的平等，不再区分谁是主体地位，谁才能发挥主导作用。该文章很快遭到删除，并在7月27日后，胡锡进个人名下的所有社交媒体账号均停止更新内容。7月30日，胡锡进在回复《星岛日报》时表示，他本人不想说什么，看网上的评论就知道了。
2024年9月4日，根据中国政法大学资本金融研究院院长刘纪鹏于社交平台发布的视频，胡锡进在电话中透露他将在2024年10月27日解除禁言，并表示这段时间有助于他更加深入学习党中央文件的精神。10月27日后公众将看到一个更加成熟的胡锡进。
10月31日，胡锡进发布三个月以来的第一条微博，显示其微博已经解禁。

## 争议

### 适度腐败论
2012年5月30日，中国铁道部原部长、党组书记刘志军被开除党籍后，《环球时报》在发表题为《反腐败是中国社会发展的攻坚战》的社论，提出“腐败在任何国家都无法‘根治’，关键要控制到民众允许的程度”“民间也要在大道理上理解中国无法在现阶段彻底压制腐败的现实性和客观性”等观点，引发争议。环球时报官网也发表了以“环球时报社评：要允许中国适度腐败 民众应理解”作为标题的文章。

### 公款旅游被处分
2013年6月，环球时报社与德国罗伯特·博世基金会合作举办第四届“中德媒体论坛”，论坛活动结束后，胡锡进在未经报批情况下，擅自变更路线组织参会嘉宾到波兰活动3天，并利用公款报销相关经费。2015年9月，人民日报编委会发布文件，决定给予公款旅游责任人胡锡进警告处分。2016年1月28日，中纪委、监察部网站发布的《人民日报编委会关于巡视整改情况的通报》中确认了相应的整改情况，包括对胡锡进给予行政警告处分，责令其与环球时报副总编辑向中央纪委驻社纪检组作深刻书面检查，并分别向报社计财部退回两位同志个人应承担的有关费用6417.9元。前央视制片人王青雷在微博上揶揄“这是你讲的‘适度腐败’？”

### 雾霾利于军事防守论
2013年12月9日，《环球时报》刊登题为《雾霾对武器影响多大：侦察看不清导弹打不准》的文章指出，雾霾妨碍可见光侦查、导弹攻击和航空兵作战，从而有利于军事防守，引发争议被网民调侃。随后，胡锡进在微博上指责批评者和调侃者将互联网搞成了娱乐世界。

### 复杂中国论
在一次采访中，胡锡进将澳大利亚比作“一辆小货车”。而中国则是“一辆大卡车”。2011年6月，胡锡进接受《南方人物周刊》专访时表示，国外对中国的认识不够，比较容易从自身的利益来看待中国。因此需要用“复杂中国”的概念，即“中国很复杂，既不是天堂，也不是地狱”，“中国很不容易”，来回应国外对中国的负面看法。2012年6月，胡锡进发文称 ：
假如我不是中国人，我一定会活得敞亮，少很多纠结。我会看中国热闹，它又大又穷又折腾又没人缘，人多得像蚂蚁。它的发展更像是心比天高命比纸薄的挣扎，是全世界优雅人士的笑料。可惜我就是中国人，生在国家和所有国民与命运抗争的激流中，看遍成功，也看遍失败和殊死般争执。我爱、恨、心疼这个国家。

### 中越战争言论
2014年6月，胡锡进发布微博暗示，1979年中越战争时，一些士兵逃避参加执行危险的、具有自杀性质任务的“敢死队”。随后，胡锡进罕见的在微博公开道歉，并声称自己一直是解放军的支持者。

### 呼吁广开言路
2016年2月14日，胡錫進在新浪微博發文：“中国还是应多放开言路，鼓励、宽容建设性批评，对非建设性批评也应有一定承受力。言路宽松会导致一些问题，但它带来的好处更多些。新中国的历史证明，言路宽松与社会活力的关系密不可分；而对于它导致的问题，国家的应对能力是宽裕的。希望政府各部门、各级和各地官员都能为实现言路更宽做出自己贡献。” 但是目前胡锡进的这条微博已经无法搜索到。

### 文章被網信辦批评
2016年5月12日，中共中央網信辦向各大新聞網站傳達對《環球時報》下屬環球網的批評意見，下令其一個月整改。批評意見中，包括5月5日胡锡进以筆名单仁平所寫的《環球時報》的社評《與歷史賭錯了，人生就會輕如鴻毛》，文章評論六四最後一名囚犯苗德順将於10月獲釋的消息，網信辦批評文章屬六四敏感政治話題，引發網上炒作。

### 安检过度论
2019年9月17日，胡在微博发文：“中国如今是安检使用范围比较广的国家。地铁、火车站都普及了安检，去天安门广场也早就安检了。我深度怀疑，在非特殊地区，我们的安检过度了，耗费了过多资源，这些资源如果用来从源头上安抚对社会怀有不满的人，也许效果会更好些。”
2023年10月28日，胡再度批评中国过度安检，认为过去十多年中国社会治理取得很大进展，安全风险和社会治安总体呈现向好改善之势。在社会愈来愈安全的情况下，安检、保安的加码不合时宜。同时，过度安检造成巨大的资源浪费，中国不少城市的地铁公司因安检过度增加亏损。而从长期角度来看，追求绝对安全反而破坏社会免疫力，使集体心理变得脆弱，对国家没有一点好处。胡认为应该专案整治，把没必要的保安和保安撤掉，将城市里过多的栅栏铁马拆除，同时取消部分场所的预约制。

### 翻墙需要论
2019年9月18日，胡锡进在新浪微博发表帖子称“国庆节快到了，上外网极其艰难，连《环球时报》的工作都受了影响”。“建议还是要在我们的社会和外网之间多留出一些缝隙”。但该微博立即无法评论，随后胡锡进自己删除。2020年5月19日，胡锡进转发陕西省安康市公安局汉滨分局就陕西安康市民使用翻墙软件被抓的通报，表示反对这一处罚，也反对对“翻墙”了解信息做出“违法”的定性。安康市公安局汉滨分局和胡锡进的微博先后被删除。
在接受采访时，胡锡进讨论了翻墙，称他翻墙是工作需要，表示《环球时报》每一个人都能翻墙。他说中国有防火墙，“但是有VPN，VPN可以花钱安装。”胡锡进声称他翻墙不是因为特权，而是因为他工作上需要了解国际新闻。主持人反问，每个人都有不同的需要，访问信息不应该是一种基本的权利和平等的权利吗？胡锡进回应称防火墙是必要的，是为了避免西方舆论长驱直入，维持社会稳定。

### 要求警方实弹打击香港“暴徒”
2019年香港反對逃犯條例修訂草案運動期間，曾多次要求授权香港警察「對正在向警察發射弓箭的暴徒直接發射實彈」，一旦造成死亡「警察不負法律責任」。

### 将美國醫護比作坦克人
2020年4月，2019冠狀病毒病疫情期間，美國有一醫護以身阻擋宣傳車輛，以阻城市解封，胡錫進在推特上稱讚該醫護人員為美國的「坦克人」。

### 俄罗斯驻华大使馆微博庆祝“Vladivostok”建城160周年
2020年7月2日，俄罗斯驻华大使馆官方微博发帖庆祝“Vladivostok”（俄语：Владивосток，國際音標：[vlədʲɪvɐˈstok] ⓘ；中文：海參崴）建城160周年，还特意附加意译“统治东方”，该微博不久便被删除，但是第二天使馆重新发帖，只是删去了“统治东方”注解，此行为引起部分中国网民的极大不满。胡锡进对于俄罗斯驻华大使馆使馆重新发帖的行为的评论是“仁者见仁智者见智”。胡锡进发文称俄方缺乏尊重，愿中国领土维持现状，并声称中国的“崇美公知”一直干着挑拨中俄关系的事。

### 认为全世界都是中国的敌人是严重的错觉
2020年9月，胡锡进面对中国网络出现很多声音质疑“为何全世界都是中国的敌人？”时，发文表示有很多网民认为国家到处被指责、国际舆论不利于中国、中国前所未有地孤独是受中美关系变动所影响，而中国孤立说是受美国和五眼联盟对华方针转变而产生的错觉，“西方不代表世界”、“支持中国的友好国家不仅数量多，而且总人口也更多，真正占了人类社会的大多数。只是因为它们的话语权没有发达国家大，在舆论场上的声音弱，才让一些人产生了反华声音充斥整个世界的错觉”。在胡锡进的文章发表后，《大纪元》就此事发布报道表示中共是世界公敌，并援引《LIFETIME视界》的嘲讽，批评胡锡进是“高级黑”。

### 对任志强遭审判的评论
2020年3月初在中文社群媒体流传据称由地产大亨、华远集团有限公司原董事长任志强执笔、尖锐批评官方因应2019冠状病毒疫情不力的文章后，任志强就接连被中共北京市纪律委员会调查和检察机关审查，最后被控以多个经济罪名，而被北京市第二中级人民法院判监18年。10月12日，胡锡进微博评论语出惊人，指出对任的审判“就是政治对抗的结果”。这条微博帖文评论数为0，疑似被禁评。

### 抓壮丁上战场论
2021年3月31日，胡锡进回应一位网友的“如果开战，你及你家人会上战场吗？”的质疑，称“我肯定要上啊，老兵，召必回。同时要抓你这个壮丁，编入突击队，上岛炸碉堡。你要是临阵脱逃，就从后面一枪毙了你”，该言论引发争议。

### 评卡车司机被罚款后自杀事件
2021年4月8日，胡锡进在微博发文评论河北卡车司机金德强因北斗掉线被扣车罚款后服毒自杀事件：“不要因为我们有14亿人，就认为出一个金德强事件“是难免的”。体系性地避免这种悲剧发生，我们的社会主义国度值得为这样的目标而竭尽全力”。这条微博9日时已无法查看，一些媒体（如搜狐、凤凰网）在全文转载后内容也被删除。

### 河南水灾前后言论矛盾
胡锡进曾在2021年河南水灾期间（7月21日）发微博称：“我相信河南灾害的情况不会被瞒报，在我们的体系中已经无法产生这种情况下的瞒报动机，那样做的风险完全不可承受。”但是在2022年1月21日中国国务院发布调查报告称，河南郑州市委以及相关部门存在迟报瞒报之后，胡锡进又改口称：“其中有139人在不同阶段被瞒报，三分之一还多，感慨啊，瞒报在一些地方真的是个顽疾。”

### 威脅韓國會成為下一個烏克蘭
2022年，在韓國加入北约合作网络防御卓越中心後，5月5日，胡錫進在推特上發表了一條英文推文，表示「韩国若与邻国为敌，便是乌克兰的下场」。这条推文招致韓方人士不滿，中韩关系研究专家朴炳久向自由亚洲電台表示胡錫進的言论非常无理；誠信女子大學教授徐坰德表示胡錫進不過是被操控的吹鼓手，他说的每句话都在拉低中国人的水平。

### 安倍遇刺同情论
2022年7月8日，胡锡进在微博上发文表示，对安倍遇刺并已失去生命体征表达同情，并呼吁更多人理解并表达这一态度。此文引发网友热议。

### 击落佩洛西专机论
2022年7月29日，面对南希·佩洛西可能访台的消息，胡锡进在推特上写道，若解放军在警告与驱离南希·佩洛西专机无效的情况下，可直接将其击落。此文引发热议，随后推特将胡锡进账户封锁，并要求胡锡进删除其推文使其账号继续正常使用，胡在删除其推文后在微博上写道，“人在屋檐下，不得不低头” ，“美丽国的『言论自由』看来真是有边界，类似遭遇已非我在推特上第一次遇到了。 ”胡又提到，若警告无效，可将佩洛西专机击落。
红三代网络评论员兔主席直接点名道姓指责胡锡进的这类言论把调门拔得过高，利用政府公信力背书，宣传自己的观点来影响舆论，目的可能是变现个人流量，同时透支了政府的公信力。而且胡锡进有非常强的“体制内”光环，给外人（包括外媒）营造出一种‘权威人士’的特殊身份，但屡次三番在一些重大问题上，甚至大是大非问题上，缺乏判断，也缺乏准确信息源。因此，胡锡进应对此承担主体责任，而且他“欠全国人民一个道歉”。而胡锡进回应称兔主席的言论是“诛心之论”，对他“不搞倒我誓不罢休的样子深感不解”。

### 鼠头鸭脖事件
2023年6月1日下午，一则“江西一高校饭菜中疑吃出老鼠头”的视频在网络传播，引起广泛关注。6月3日晚，江西工业职业技术学院官方微博发布情况通报，证实视频拍摄地点为该校食堂，并称“当时学生本人在事发当时即邀请同学共同对‘异物’进行了比对，确认‘异物’为鸭脖”。胡锡进于6月5日发微博称：
江西一高校学生发视频说，吃菜吃出了老鼠头，该学生后来改口，表示经同学反复对比后确认“异物”为鸭脖，南昌市市场监督管理局最终确认该异物是鸭脖，但是舆论对“鸭脖”说已不买账。老胡看了初始视频，也感觉酷似鼠头，因此认为多数网友质疑后来“鸭脖”说是有原因的。当然，不排除网络视频有失真的可能，市监局经专门检测机构试检，给出的“鸭脖”结论理应更加准确。而且从道理上说，市监局没理由在这场学校内部的纠纷中为校方站台，其这样做的动机缺少解释。
事后江西省成立由省教育厅、省公安厅、省国资委、省市场监督管理局等部门组成的联合调查组对此事进行调查。6月17日，联合调查组公布调查结果，判定异物为老鼠类啮齿动物的头部。胡锡进随后又发微博称：
江西省联合调查组做出异物是鼠头的最终结论，老胡个人要大赞联合调查组实事求是还原事实真相的这份担当。“鸭脖”之说在南昌高新区市场监督管理局对外宣布后引发公众强烈质疑，也给官方公信力造成巨大压力，江西省联合调查组排除各种可能负面影响的干扰，专注于事实本身，这需要强大的定力。如今真相大白，这是正义的胜利，是实事求是精神主导党和政府工作作风的胜利。
胡锡进在事件发生过程中的表态引发了不少争议，亦引发了网民批评

## 论战

### 与吴建民
2016年3月30日，前中国驻法大使、前外交学院院长吴建民，受邀在外交学院做题为《准确认识今天的世界》的讲座。在讲座中，吴建民批评胡锡进及其领导的《环球时报》：“环球时报经常发表一些文章很极端的，去年胡锡进请我参加环球时报论坛，有个开场白，他一上来把这个世界讲得一塌糊涂。我说你们的眼睛里没有全局啊，世界大势你看不到，抓不住主流。我心里说这就是今天的中国，他是报社主编，很有学问的，但是没有把握大局。”
胡锡进于4月7日在《环球时报》上进行了回应，表示：“吴大使代表了少数中国旧外交官的思维方式：只有他们懂外交，而且应当由他们完全主导外交，媒体插嘴完全是添乱，是民族主义的祸源。……吴大使是外交圈子里典型的‘鸽派’，但他对国内媒体上的‘民族主义’很‘鹰’，有种高高在上的严厉。”胡锡进认为，《环球时报》发出的多元声音是中国外交的“正资产”，西方国家善用媒体资源，很可惜吴建民这样的外交官不会利用。胡锡进还指出，吴建民多次在《环球时报》上发表文章，却反对《环球时报》刊登与他相反的观点。吴建民又给《环球时报》发来了一篇文章，他们也将很快刊登。
6月，吴建民遭遇车祸，意外身亡，论战不了了之。胡锡进发微博悼念：“吴大使与我有过论争，然而我相信，多元观点并存是中国社会最宝贵的正元素之一。愿仙逝的吴大使走好。”

### 与贾樟柯
2018年9月26日，胡锡进发微博批评贾樟柯的导演的电影《江湖兒女》充满“负能量”。第二天贾樟柯发布长文回应胡锡进。
- 胡锡进拿《我不是药神》与《江湖儿女》作比较，贾樟柯对胡锡进感动点表示质疑，并引用鲁迅名言“人类的悲欢并不相通”。
- 胡锡进认为《江湖儿女》“充满了负能量，看的让人难受”，贾樟柯表示“真话是最大的正能量”。
- 胡锡进将负能量比作鬼片，贾樟柯表示观众都是平等的，并指出胡锡进是无神论者。
- 胡锡进要求电影人学习好莱坞、宝莱坞拍摄电影，贾樟柯指出胡锡进未深入了解和调查“复杂的外国电影”。
- 贾樟柯质疑胡锡进批评时所用的“善恶正常”，并表示不太理解“善恶与否，应当由谁鉴定”。
- 胡锡进将“善恶观不正常”的电影比作臭豆腐，贾樟柯调侃臭豆腐是“多少贫寒之家粗茶淡饭中仅有的一点味道”。
- 胡锡进向粉丝“通报”，“别被《江湖儿女》这个名骗了”，贾樟柯指出胡锡进粉丝立场不一定与胡锡进相等，并且“非黑不一定即白”。
- 胡锡进称《江湖儿女》使用“灰暗镜头”，贾樟柯调侃胡锡进眼睛自带美图秀秀。
- 胡锡进批评《江湖儿女》“好人不一定得到好报”，贾樟柯调侃胡锡进信仰因果轮回。
- 胡锡进表示看完《江湖儿女》后“心里有点堵得慌”，贾樟柯“恭喜”胡锡进还有知觉。

9月26日，胡锡进删除微博，并发微博表示自己心服口服的全盘接受贾樟柯的回应。

### 与沈逸
2021年5月1日，中共中央政法委旗下网站“中国长安网”的官方微博发表“中国点火VS印度点火”贴文，将中国长征五号火箭点火与印度点火焚烧遗体作比较，并附上“印度单日新增确诊超40万例”的话题标签，暗讽遭受新一波2019冠状病毒病疫情重创的印度。官方随后删除这则颇具争议的帖文。胡锡进批评官方发布的内容不妥，认为应高举人道主义大旗，向印度表示同情，将中国社会牢牢置于道义的高地上。复旦大学国际政治系副教授沈逸反驳，认为“将中国社会牢牢置于道义的高地上”是一种过于理想化的境地，结合具体国家具体行为，没必要自我设限，而对印度表示同情也不一定能达到预期的效果。其后，支持沈逸观点的网民开始攻击胡锡进，甚至指责《环球时报》部分记者的立场有问题，其中在Twitter出面指责中国长安网的记者陈青青成为集中攻击的对象。对此，胡锡进回应称，报社记者和本人没有不被批评和非议的特权，《环球时报》依旧“要能够在复杂国际环境下为维护中国国家利益迎风飞扬”。

## 评价
胡锡进和其主导的《环球时报》在网络上被批评者批为“叼盘”、“接飞盘的小丑”、“五毛”，胡锡进则称这是“自由派搞文革一套”。
许多胡锡进的批评者指出，胡在许多重大事件的相关评论上“立场摇摆不定”、“言论前后矛盾”。中国大陆互联网平台许多网民常以“一三五胡锡进、二四六胡锡退、周日和稀泥”来讽刺胡锡进。胡錫進对此自辩：「很多人罵老胡騎牆、和稀泥、叼飛盤、民族主義……但與此同時，我在網上是不是又『挺獨特的』？這份獨特是我的自我堅持，說到底，我做了我自己。」
2014年4月1日，胡锡进在香港中文大学讲座时称中共“代表13亿人民的意志”，惹中大副教授周保松不满，即场问观众“反对胡先生说法的请举手”，结果在场逾半人举手，其后周脱鞋离场抗议。
2019年8月15日，据香港《明报》引述消息人士报道，胡锡进的宣传方式得到中共中央总书记习近平肯定，要求中共文宣系统加以效仿。
中国外交部發言人華春瑩曾經表示：「胡總編的一些觀點，我覺得要問的話應該去問他，因為在中國也有評論自由。」

## 著作
胡锡进曾与学生胡雨欣共同出版了《老胡小胡论复杂中国》（人民日报出版社2013年版），该书汇集了部分《环球时报》社评，以及胡锡进以“种花家的爱国兔”署名发表的评论员文章。

## 家庭
胡锡进祖籍河南省汝州市胡庄為基督教村莊，其祖父经营药铺，有100多亩田产。父亲胡克顯1929年生于胡庄，1949年1月参军，后部队转业至北京的火箭科研系统，担任普通会计，会画漫画、写诗和吹口琴，2020年5月1日去世。胡锡进母亲蕭金鳳比胡克显大三岁，2019年去世。胡锡进的父母是基督新教徒，其母逝世後家人亦以基督教儀式治丧。胡克顯夫妇育有四个子女。据胡锡进陈述，其本人、姊妹及家族其他後代並無信仰基督教。
胡锡进于1985年结婚。2020年12月，胡锡进被《环球时报》副总编辑段静涛实名举报，称胡锡进存在生活作风问题，与该报社员工高颖及原员工张楠伊长期保持不正当男女关系，并育有两名私生子。胡锡进微博回应称举报者完全是“狂想”。舆论哗然。2020年12月2日，胡锡进作出回应，示意举报者夺权未遂才诬陷举报自己，且表示“对两名无辜的同事和前同事表达歉意”并“向环球时报社务委员会做了通报，并向人民日报分管领导做了汇报”。2021年1月29日，中央纪委、国家监委驻人民日报社纪检监察组认定，段静涛举报胡锡进的问题没有事实依据。
2020年5月，有中国网友爆料胡锡进的孩子是加拿大籍，胡锡进给予否认，称自己只有一个女儿，中国籍，在北京上班，讽刺有人「在互联网上给老胡整出了一个（儿子）来，不知道这个『儿子』是个中国纯种还是个混血呵」，并声明会追究造谣者的法律责任。2020年9月，有中國大陸自媒體指出胡锡进有多个收入来源，胡錫進憑藉《環球時報》总编辑和人民网的董事，一年就有约50万元人民币工资。其次他在抖音、今日头条等自媒体平台開設的賬號也能帶來巨额收入，合計一年約有1200万元人民幣收入。2020年10月8日，《苹果日报》再度報道胡锡进之子移民加拿大。凤凰网前时事记者张真瑜在接受中文媒体看中国访问時亦認同自媒體的說法，称據白岩松、朱军等透露，胡锡进在北京买下一幢价值2500万人民币的豪宅。對於胡錫進之子的情況，张真瑜也表示，雖然胡锡进否认他的孩子在国外，但胡錫進身邊人曾告訴自己，胡錫進的兒子在加拿大生活不錯。對此胡锡进重申自己只有一个女儿在北京上班，並否認自己有1200萬元的年收入。
2024年4月，胡锡进发文表示自己女儿从中国高校毕业，曾在美国波特兰孔子学院工作一年，之后回国。